# روجر ويلسون
روجر ويلسون (بالإنجليزية: Roger Wilson)‏ هو ممثل أمريكي، ولد في 1958 بنيو أورلينز في الولايات المتحدة.

## وصلات خارجية
- روجر ويلسون على موقع IMDb (الإنجليزية)
- روجر ويلسون على موقع قاعدة بيانات الفيلم (الإنجليزية)